# Stellaria sikkimensis
Stellaria sikkimensis är en nejlikväxtart som beskrevs av Joseph Dalton Hooker, Michael Pakenham Edgeworth och Hook. f. Stellaria sikkimensis ingår i släktet stjärnblommor, och familjen nejlikväxter. Inga underarter finns listade i Catalogue of Life.